# 대한민국 형사소송법 제262조의4
대한민국 형사소송법 제262조의4는 공소시효의 정지 등에 대한 형사소송법의 조문이다.

## 조문
제262조의4(공소시효의 정지 등) ① 제260조에 따른 재정신청이 있으면 제262조에 따른 재정결정이 확정될 때까지 공소시효의 진행이 정지된다. <개정 2007.12.21>
 ②제262조제2항제2호의 결정이 있는 때에는 공소시효에 관하여 그 결정이 있는 날에 공소가 제기된 것으로 본다. [전문개정 2007.6.1] [제262조의2에서 이동 <2007.6.1>]

## 참고 문헌
- 손동권 신이철, 새로운 형사소송법(초판, 2013), 세창, 2013. ISBN 9788984114081

## 같이 보기
- 공소시효